# Наводнения в Индии (2013)
Наводнения, случившиеся в Индии в июне 2013 года, затронули штаты Химачал-Прадеш и Уттаракханд (регионы Кумаон, Гархвал, а также местности Тераи и Бхабхар у подножья Гималаев). Кроме того, наводнения затронули западный Непал (регионы Доти, Хумла и пр.) и частично такие регионы Индии как Харьяна, Дели и Уттар-Прадеш. Причиной стали обильные дожди, которые в свою очередь вызвали сильные паводки рек.
Жертвами стихии стали более 6500 человек, многие числятся пропавшими без вести, ко многим регионам службы спасения не имеют доступа. Повреждённые мосты и размытые дороги отрезали около 73 000 путешественников и туристов от крупных населённых пунктов.